# Chrysacris stenosterna
Chrysacris stenosterna är en insektsart som beskrevs av Niu, Y. 1994. Chrysacris stenosterna ingår i släktet Chrysacris och familjen gräshoppor. Inga underarter finns listade i Catalogue of Life.